# Simone (single)
Simone is een single van de Nederlandse band The Kik uit 2012. Het stond in hetzelfde jaar als tweede track op het album Springlevend.

## Achtergrond
Simone is een lied uit het genre nederbiet en is een bewerking van het lied The Dancer van The Allusions uit 1966. Het is de eerste single van de band welke in het Nederlands is gezongen. Hierover vertelde zanger Dave von Raven: "Omdat het publiek klaagde over mijn slechte Engels, ben ik volledig overgegaan op het Nederlands. Ik heb sindsdien nooit meer een zin in het Engels gezongen." 

## Hitnoteringen
Het lied was geen groot commercieel succes. Het stond op de 95e plaats van de Single Top 100 in de enige week dat het hierin genoteerd stond. 